# باشگاه فوتبال آبوویان
باشگاه فوتبال آبوویان (انگلیسی: FC Abovyan) یک باشگاه فوتبال در شهر آبوویان و در کشور ارمنستان می‌باشد که در لیگ برتر فوتبال ارمنستان بازی می‌کرد. این باشگاه در سال ۲۰۰۵ میلادی تأسیس، تنها یک فصل فعالیت کرد و سپس منحل شد.

## آمار لیگ
| ارمنستان (۲۰۰۵) |              |     |      |     |       |      |        |          |      |        |      |
| فصل             | دسته         | سطح | بازی | برد | تساوی | باخت | گل زده | گل خورده | +/-  | امتیاز | مکان |
| ۲۰۰۵            | لیگ دسته اول | ۲   | ۲۴   | ۲   | ۰     | ۲۲   | ۱۳     | ۱۲۵      | -۱۱۲ | ۶      | ۱۲.  |